# Diplothrixochernes
Diplothrixochernes es un género de arácnido  del orden Pseudoscorpionida de la familia Chernetidae.

## Especies
Las especies de este género son:
- Diplothrixochernes patagonicus Beier, 1962
- Diplothrixochernes simplex Beier, 1964